# 德國汽車工業協會
德國汽車工業協會簡稱VDA，是德國汽車產業的倡导团体，由汽車製造商及汽車零組件供應商組成，位在德國柏林。自2020年起的主席是Hildegard Müller。
德國汽車工業協會主辦全世界最大的汽車展覽，是两年一次在法蘭克福舉行的法蘭克福車展（IAA）。
德國汽車工業協會的品質管理中心(VDA-QMC)，發行了一系列的標準及指南。這些是德国汽車產業的品質系統（QMS），第四版在1998年12月提出，自1999年4月1日起，所有德國的汽車製造商都強制要遵守其規範。
德國汽車工業協會是ENX協會（2000年起）及Odette International（2001年起）的創始成員。

## 外部連結
- VDA homepage （页面存档备份，存于）